# Міхал Флоріан Жевуський

Міхал Флоріан Жевуський, або Бейдо-Жевуський гербу Кривда (пол. Michał Florian Rzewuski herbu Krzywda, †14 жовтня 1687) — польсько-руський (український) шляхтич, урядник, дипломат, військовий діяч.

## Біографія
Батько — Станіслав Бейдо Жевуський, львівський земський суддя. Мати — Анна Чернейовська, з руської шляхти Чернейовських, засновників Роздолу. З дружиною батько отримав маєтності Чернейовських, що поклало початок піднесенню роду Жевуських з середньої шляхти, а Роздол став їхнім родовим гніздом. Мав рідного брата Францішека Казімежа.  
4 квітня 1661 став львівським скарбником, водночас виконував обов'язки львівського підвоєводи з 1663 р. У 1670 році мав посаду холмського старости, а пізніше — ще й новосельського. Писар земський львівський (7 січня 1670 — 1676), полковник королівський з 1674 р., маршалок сеймиків воєводства руського в 1671 і 1676 рр. У 1677 році став секретарем посольства до Порти (Стамбул), до якого приєднався 13 червня під Бучачем. Підскарбій надворний коронний (1684 — 1687). 
Учасник усіх великих битв за часів правління короля Яна II Казимира з козаками (зокрема битви під Берестечком), турками, московитами, шведами, а також війни з турками в часи правління короля Яна III Собєського. У 1683 році брав участь у битвах з турками під Віднем 12 вересня (командував полком коронного гетьмана Станіслава Яблоновського), Парканами 9 жовтня. У 1687 році супроводжував королевича Якуба Людвіка Собєського під час «виправи» на Кам'янець, де на полях битв був «розбитий паралічем». Його перевезли до Львова, де він помер 14 жовтня. Тіло було забальзамоване і поховане у родовому маєтку у Роздолі.  
Після Другої світової війни поховання Міхала Флоріана було пошкоджене. У 1980 році в недіючій монастирській церкві отців василіян в Червонограді створили філію Львівського музею історії релігії та атеїзму, і забальзамоване тіло було виставлене як один з музейних експонатів. У 1989 році приміщення храму повернули греко-католикам, а музей переїхав до Палацу Потоцьких. Після усунення з експозиції атеїстичної пропаганди мумію зберігали у підвальному фондосховищі. 3 листопада 2017 року тіло Міхала Флоріана Жевуського було перепоховане у Червонограді у каплиці родини Вишневських.

## Власність
Володів Роздолом  й селом Крупсько у Жидачівському повіті, селами Завади й Старі Жевуська на Підляшші.

## Сім'я
Був одруженим тричі. Перша дружина (одружився до 1662 р.) — Анна Дзержек (Дзєржківна) (пом. по 1676 р.). Діти:
- Адам Міхал Жевуський (пом. 1717)
- Станіслав Матеуш Жевуський (пом. 1728)
- Маурицій Жевуський (пом. 1699) — староста орховський
- Юзеф Жевуський (пом. до 1718) — чернігівський стольник, староста вільховецький[6], мечник мельницький; дружина — Маріанна Виговська
- Ельжбета Фебронія (Гелена) Жевуська (пом. до 1698) — з 24 червня 1685 року дружина дідича Тернополя Яна Александра Конєцпольського[7], воєводи серадзького
- Маріанна Жевуська — монахиня-бенедиктинка у Львові

Друга дружина — Анєля (Анна Людвіка) Оборська (пом. 1682), донька підляського воєводи Марціна Оборського. З нею мали доньку:
- Ангела Жевуська — одружена з Стефаном Карчевським, сином галицького каштеляна

Третя (з квітня 1683) — Анна Потоцька, донька дідича Чорткова, кам'янецького каштеляна, письменника Павла Потоцького. Діти:
- Францішек Жевуський (пом. 1730) — староста чулчицький, полковник королівський
- Анна (Елеонора) Жевуська — дружина холмського каштеляна Кароля Красіцького

По смерті свого чоловіка в 1687 році Анна Жевуська (до шлюбу Потоцька) одружилася з холмським підчашим Каспером Куницьким.

## Галерея

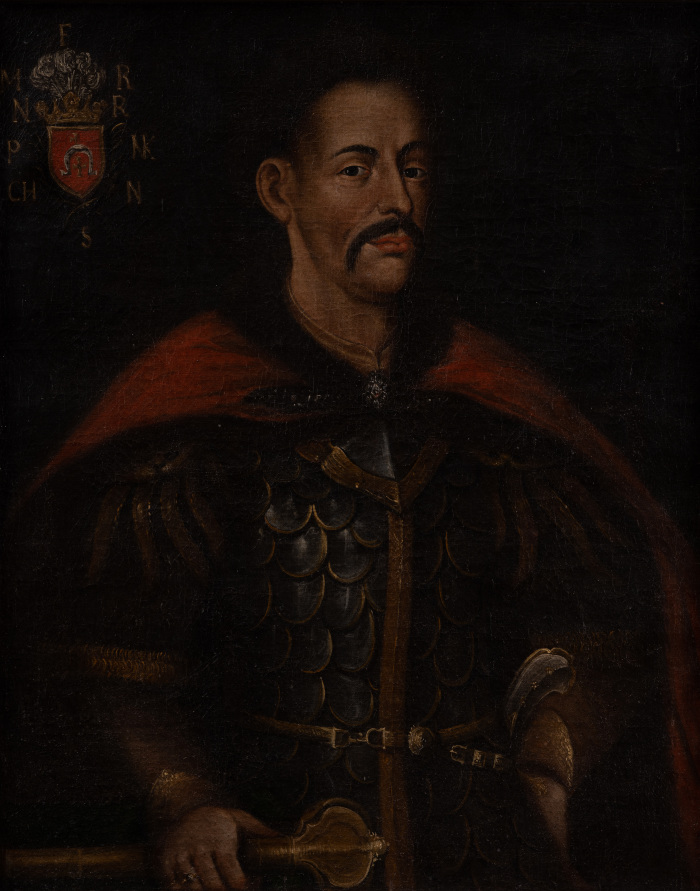
Портрет Михайла Флоріана Жевуського, 1687
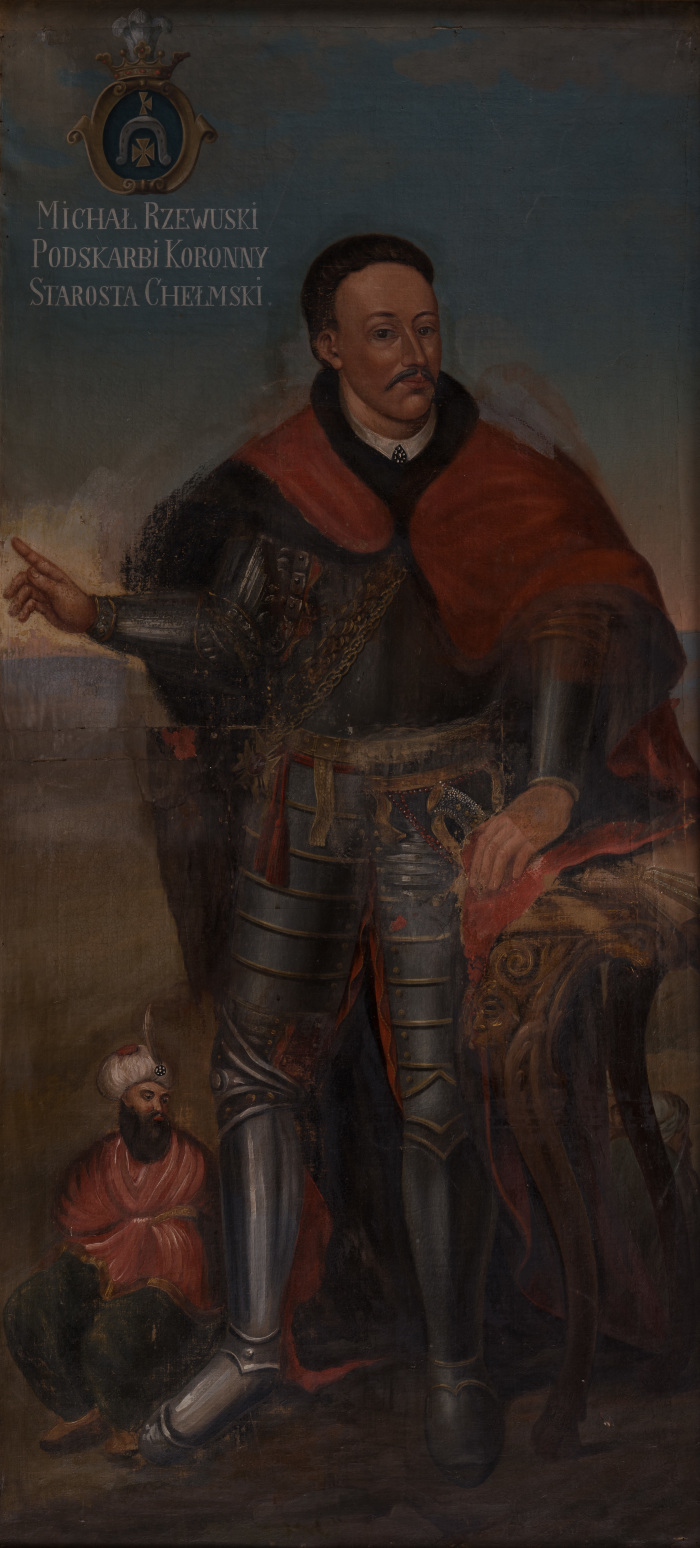
Портрет Михайла Флоріана Жевуського
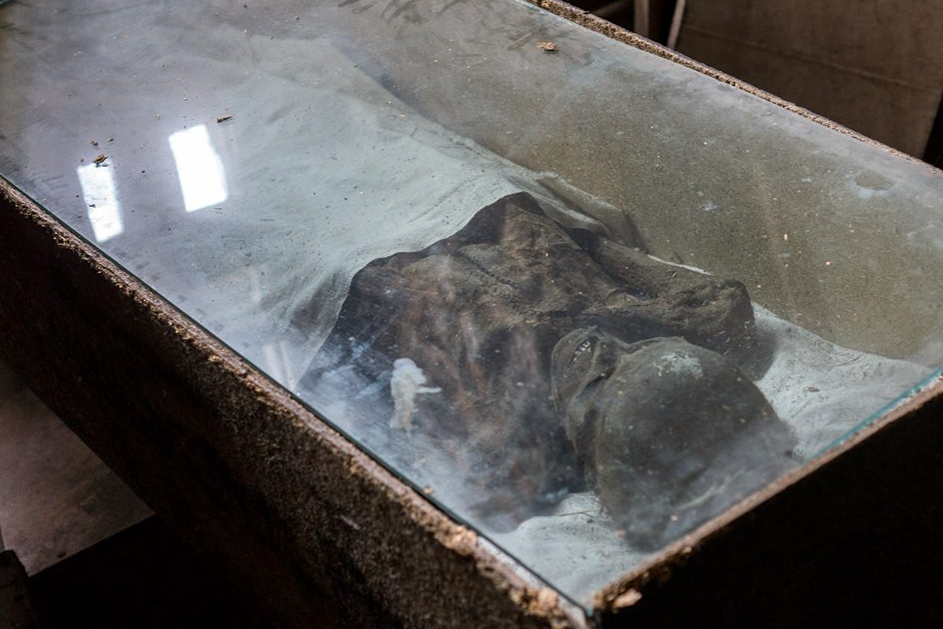
Тіло Михайла Флоріана Жевуського як експонат музею в Червонограді
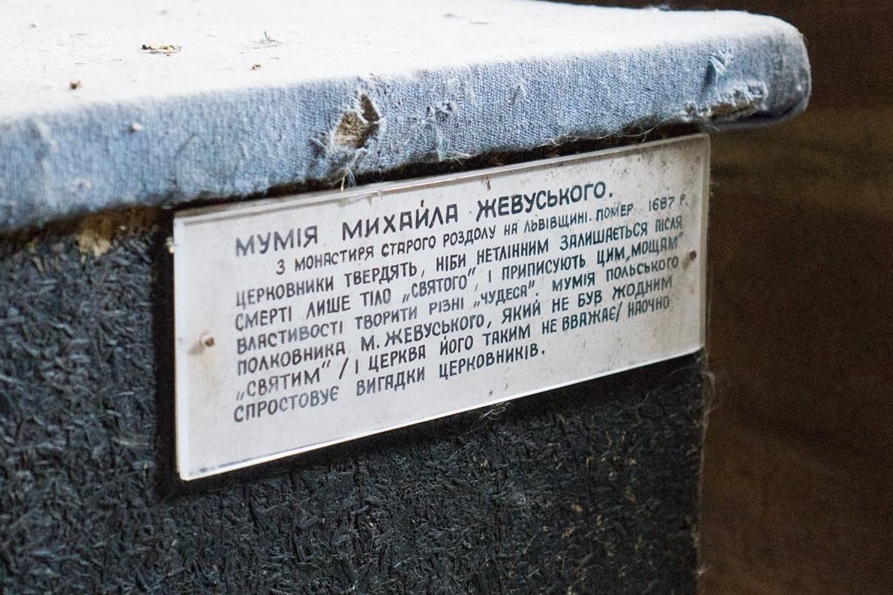
Підпис до мумії